# Eletro Acústico 3
Eletro Acústico 3, também chamado de Louvor Eletro-Acústico 3 é o décimo trabalho musical do cantor cristão Paulo César Baruk, gravado em parceria com a Banda Salluz na Igreja Bíblica da Paz, no dia 11 de novembro de 2011. O evento contou com várias participações, dentre elas de Lito Atalaia, Thiago Grulha, Adhemar de Campos e Coral Resgate. O disco encerra a trilogia "Louvor Eletro Acústico", iniciada em 2005.
A obra foi produzida pelo próprio Baruk em parceria com Leandro Rodrigues. O projeto gráfico foi idealizado e produzido por Lucas Motta, e a direção de vídeo por Hugo Pessoa. Dentre as faixas, o álbum concentra canções inéditas, regravações de Multiforme e outras versões, como "Oferta Agradável a Ti", gravada anteriormente por Cassiane e "Baião", de autoria e interpretação original de Janires, ex-vocalista do Rebanhão.
Eletro Acústico 3 recebeu diversas indicações ao Troféu Promessas, dentre elas Melhor CD e Melhor DVD. "Eu Vou" foi indicada à Melhor música e Melhor clipe. Ainda, a obra foi indicada em 2012 à categoria Melhor álbum cristão em Língua Portuguesa no Grammy Latino.

## Faixas
1. "Abertura"
2. "Eu Vou"
3. "Comigo Estás"
4. "Bendirei Teu Nome"
5. "Filho de Deus"
6. "Receba"
7. "Eu Corro Para Ti"
8. "Vai Amanhecer"
9. "Jardim da Inocência"
10. "Basta a Ti Clamar"
11. "Oferta Agradável a Ti"
12. "Somente Deus"
13. "Flores em Vida"
14. "A minha Força"
15. "Baião"
16. "Tributo a Yehovah"
17. "Reina"